# Вајлас (Флорида)
Вајлас (енгл. Villas) насељено је место без административног статуса у америчкој савезној држави Флорида.

## Демографија
По попису из 2010. године број становника је 11.569, што је 223 (2,0%) становника више него 2000. године.
| Група             | 2000.          | 2010.         |
| Белци             | 10.266 (90,5%) | 9.250 (80,0%) |
| Афроамериканци    | 187 (1,6%)     | 482 (4,2%)    |
| Азијати           | 133 (1,2%)     | 169 (1,5%)    |
| Хиспаноамериканци | 634 (5,6%)     | 1.515 (13,1%) |
| Укупно            | 11.346         | 11.569        |